# 20e Panzerdivision
La 20e Panzerdivision était une division blindée de la Wehrmacht durant la Seconde Guerre mondiale. Elle a été créée le 15 octobre 1940.

## Emblèmes divisionnaires

Emblème de la division pendant l'opération Barbarossa
Emblème de la division du milieu de 1941
Variante de l'emblème
Variante de l'emblème
Emblème de la division 1943-1945

## Histoire
Dans le cadre des plans de Hitler à doubler le nombre de Panzerdivisions, la 19e division d'infanterie et un certain nombre d'autres unités ont été canibalisées pour les hommes et le matériel, puis restructurées dans la 20e Panzerdivision, créée le 15 octobre 1940, à Erfurt, en Allemagne. 
Sa ville de garnision est Gotha, et elle est composée principalement d'hessiens. 
Elle s'est battue exclusivement contre les forces soviétiques, entre juin 1941 et mai 1945. 
À la veille de l'opération Barbarossa, la 20e Panzerdivision avait une force totale de 229 blindés :
- 44 PzKpfw I,
- 31 PzKpfw II,
- 121 Panzer 38(t)
- 31 PzKpfw IV,
- 2 PzBef (chars de commandement)

La première action de la division a été de participer au sein de la 3e Panzergruppe aux premiers combats de l'opération Barbarossa dans le secteur centre et est resté à l'avant dans une série d'attaques sur Minsk et Smolensk.
 Transférée dans le 4e Panzergruppe, elle participe à l'opération Typhon et l'attaque manquée sur Moscou. 
De là, elle est restée sur le front central jusqu'en juillet 1943. 
Rattachée à la 9e armée de Walter Model lors de la bataille de Koursk, elle subit de lourdes pertes. 
Les hommes de la 20e Panzerdivision ont participé aux nettoyages des mines antichars, dans la nuit du 4 au 5 juillet, avant de faire partie de la première vague d'assaut le matin suivant. 
Le reste de 1943 a été consacré à une longue retraite entre Orel, Gomel, Orcha et Vitebsk. 
Au début de 1944, avec l'ensemble des forces de l'Est, la 20e Panzerdivision passe un hiver rude dans des combats défensifs à Polotsk, Vitebsk et Bobruisk. 
En mai de la même année, elle est envoyée sur le secteur sud du front, afin de participer à des opérations à l'intérieur de la zone autour de Cholm. 
Après avoir subi de lourdes pertes pendant l'opération soviétique Bagration, la division est reconstituée en  Roumanie en août 1944. 
En octobre, elle est envoyée en Prusse orientale, puis en Hongrie en décembre. 
Finalement, elle bat en retraite sur Breslau, Schweinitz, Neisse, et Görlitz (bataille de Bautzen) avant de se rendre aux troupes soviétiques en mai 1945.

## Commandants
| Début             | Fin               | Grade                     | Nom                            |
| ----------------- | ----------------- | ------------------------- | ------------------------------ |
| 13 novembre 1940  | 10 septembre 1941 | General der Panzertruppen | Horst Stumpff (en)             |
| 10 septembre 1941 | 14 octobre 1941   | Generalleutnant           | Georg von Bismarck             |
| 14 octobre 1941   | 1er juillet 1942  | General der Panzertruppen | Wilhelm Ritter von Thoma       |
| 1er juillet 1942  | 1er octobre 1942  | Generalleutnant           | Walter Düvert                  |
| 1er octobre 1942  | 5 mai 1943        | General der Panzertruppen | Heinrich Freiherr von Lüttwitz |
| 5 mai 1943        | 1er janvier 1944  | General der Panzertruppen | Mortimer von Kessel            |
| 1er janvier 1944  | 7 février 1944    | Generalleutnant           | Werner Marcks                  |
| 7 février 1944    | 6 novembre 1944   | General der Panzertruppen | Mortimer von Kessel            |
| 6 novembre 1944   | 8 mai 1945        | Generalmajor              | Hermann von Oppeln-Bronikowski |

## Ordre de batailles

### 1941
- Schützen-Brigade 20
  - Schützen-Regiment 59
    - Schützen-Bataillon I
    - Schützen-Bataillon II

  - Schützen-Regiment 112
    - Schützen-Bataillon I
    - Schützen-Bataillon II

  - Kradschützen-Bataillon 20
- Panzer-Regiment 21
  - Panzer-Abteilung I
  - Panzer-Abteilung II
  - Panzer-Abteilung III
- Artillerie-Regiment 92
  - Artillerie-Abteilung I
  - Artillerie-Abteilung II
  - Artillerie-Abteilung III
- Aufklürungs-Abteilung 20
- Panzerjüger-Abteilung 92
- Pionier-Bataillon 92
- Nachrichten-Abteilung 92

### 1942
- Panzergrenadier-Regiment 59
  - Panzergrenadier-Bataillon I
  - Panzergrenadier-Bataillon II
- Panzergrenadier-Regiment 112
  - Panzergrenadier-Bataillon I
  - Panzergrenadier-Bataillon II
- Panzer-Regiment 21
  - Panzer-Abteilung I
  - Panzer-Abteilung II
- Panzer-Artillerie-Regiment 92
  - Panzer-Artillerie-Abteilung I
  - Panzer-Artillerie-Abteilung II
  - Panzer-Artillerie-Abteilung III
- Panzer-Aufklärungs-Abteilung 20
- Heeres-Flak-Artillerie-Abteilung 295
- Panzerjäger-Abteilung 92
- Panzer-Pionier-Bataillon 92
- Panzer-Nachrichten-Abteilung 92

## Théâtres d'opérations
- 1941
  - Opération Barbarossa
  - Bataille de Moscou

- 1942

- 1943
  - Bataille de Koursk

- 1944

- 1945

## Récompenses
- 27 soldats de la 20e Panzerdivision ont reçu la croix de fer.
- le 17 avril 1945, le Generalmajor Hermann von Oppeln-Bronikowski reçoit la croix de chevalier de la croix de fer avec feuilles de chêne et glaives.